# Miloslav Růžek (Saxophonist)
Miloslav Růžek (* 1937) ist ein tschechischer Saxophonist.
Růžek gründete 1963 – zunächst unter dem Namen Karkulka – die Rockband Olympic, deren Debütalbum Želva wesentlich zum Durchbruch der Rockmusik in der Tschechoslowakei beitrug. Er war bis 1965 künstlerischer Leiter der Band. Zur gleichen Zeit spielte er auch Saxophon im Orchester des Apollo-Theaters. Er war weiterhin Mitglied der Samuel's Band und des Orchestr Groš. Von 1975 bis 1990 war er Kapellmeister im Theater Semafor.